# Proces-verbal (operă)
Proces-verbal este o operă literară scrisă de Ion Luca Caragiale. 